# カステッラルフェーロ
カステッラルフェーロ（伊: Castell'Alfero）は、イタリア共和国ピエモンテ州アスティ県にある、人口約2,700人の基礎自治体（コムーネ）。

## 地理

### 位置・広がり

#### 隣接コムーネ
隣接するコムーネは以下の通り。
- アスティ
- カッリアーノ・モンフェッラート
- コルシオーネ
- コッソンブラート
- フリンコ
- トンコ
- ヴィッラ・サン・セコンド

#### 地震分類
イタリアの地震リスク階級 (it) では、4 に分類される
。

## 行政

### 分離集落
カステッラルフェーロには、以下の分離集落（フラツィオーネ）がある。
- Bricco Beretta, Callianetto, Casotto, Moncucco, Noveiva, Serra Perno, Stazione

## 姉妹都市
- Lafrançaise、フランス